# Хришћанство у Црној Гори
Хришћанство у Црној Гори је религијско-геополитички појам којим се означава историјско и савремено присуство хришћанских вјероисповијести на просторима који улазе у оквире државних граница данашње Црне Горе. У историјском и демографском контексту, хришћанство представља доминантну религију у Црној Гори. Од укупног броја становника, 74,24% су православни хришћани, док су 3,54% римокатолици, а постоји и мањи број припадника неких других, махом протестантских хришћанских заједница.

## Демографија
Хришћанство у Црној Гори (2011)
Подаци из свих пописа који су спровођени на подручју Црне Горе свједоче да припадност хришћанству представља демографску константу. Како на ранијим тако и на новијим пописима, неупоредиово највећи дио становништва исказивао је своју религијску припадност путем идентификације са хришћанским вјероисповијестима. Према попису становништва из 2011. године, православних хришћана је било 446.858 (72,07%), док је римокатолика било 21.299 (3,44%). Међу мањим хришћанским заједницама су адвентисти (894) и остали протестанти (143), док се додатних 1460 граћана изјаснило као хришћани у општем смислу.
- Православци у Црној Гори, по попису из 2011. године
- Католици у Црној Гори, по попису из 2011. године

## Православље
Хришћанско православље, које се заснива на досљедном исповиједању изворног Никејско-цариградског симбола вјере, представља најбројнију и настарију хришћанску вјероисповијест на просторима данашње Црне Горе. Иако се појава раног хришћанства на источној обали Јадранског мора везује за прве вијекове хришћанске историје, најранија поуздана свједочанства о успостављању постојаног црквеног поретка на подручју данашње Црне Горе потичу из познијег античког периода.
Током позног римског и раног визанстијског раздобља, на подручју тадашње провинције Превалитане постојала је древна Скадарска митрополија, којој је припадала и епископија у античкој Дукљи. Када је 535. године створена нова Архиепископија Јустинијана Прима, са сједиштем у истоименом граду (локалитет Царичин град, код данашњег Лебана у Србији), тој аутокефалној архиепископији је додјељена црквена надлежност над неколико покрајина, међу којима је била и Превалитана, тако да је скадарски мирополит са својим дукљанским епископом од тада био под јурисдикцијом архепископа Прве Јустинијане.
Почетком 7. вијека, провинција Превалитана је опустошена од стране Авара и Словена, а тада су пострадале и древне епископије у градовима широм те покрајине. Потом је наступио период подуже запустјелости, а у међувремену је дошло до покрштавања Срба, који су на том подручју након досељавања створили своју кнежевину Дукљу.
Упоредо са територијалним ширењем византијске Драчке теме, постепено се ширила и надлежност православне Драчке митрополије, која је крајем 10. и почетком 11. вијека имала чак 15 епархија, укључујући и поједине епископије у околном арбанашком и српском залеђу (Кројанска, Љешка, Пилотска, Дривастанска, Скадарска, Барска, Дукљанска). Иако су се те епископије временом угасиле, православље на тим просторима није замрло.
Српски велики жупан Стефан Немања је око 1185. године протјерао византијску власт из Дукље, односно Зете, која ће  остати под влашћу династије Немањића до средине 14. вијека. У вријеме оснивања аутокефалне Жичке архиепископије, први српски архиепископ свети Сава је 1219. године засновао Зетску епископију са сједиштем на Превлаци код Тивта и Будимљанску епископију са сједиштем у Ђурђевим ступовима у жупи Будимљи код Берана. Поред њих, над мањим дијеловима данашње Црне Горе јурисдикцију су имале још двије светосавске епсикопије: Хумска и Дабарска.
Данас као канонске наследнице поменутих епископија дјелују: Митрополија црногорско-приморска, Епархија будимљанско-никшићка, Епархија милешевска и Епархија захумско-херцеговачка и приморска. Епархија милешевска и Епархија захумско-херцеговачка и приморска само својим малим дијелом припадају Црној Гори, док су у већем дијелу у Србији, односно Републици Српској.
Приликом проглашења Српске патријаршије са сједиштем у Пећи (1346), а зетски и будимљански епископи су добили право да носе почасни наслов митрополита, те су тако и њихове епископије од тада називане митрополијама. Крајем 14. и почетком 15. вијека, усљед честих политичких промјена, сједиште Зетске митрополије се почиње селити са Превлаке у унутрашњост, по разним мјестима, међу којима су: манастир Пречиста Крајинска на обали Скадарског језера и Манастир Врањина.
Након oснивања Цетињског манастира, који је подигао Иван Црнојевић, зетски митрополит се око 1484. године преселио на Цетиње. По новом сједишту, епархија се током времена почела називати и Цетињском митрополијом.
Након коначног пада Зете под турску власт (1496) и стварања Црногорског санџака (1513), Цетињска митрополија је временом почела да добија све већи значај у народном животу. Када је 1557. године обновљена Пећка патријаршија, у њеном саставу се поново нашле и локалне епархије (Цетињска, Будимљанска, Херцеговачка). Њихове јерархе су хиротонисали пећки патријарси, све до пропасти патријаршије (1766). У међувремену, средином 17. вијека, Будимљанска епархија је била укинутита и враћена у састав Рашке епархије.
Најпознатији владика из тог периода био је знаменити цетињски митрополит Данило Петровић-Његош (1697-1735), који је био не само црквени, већ и народни старјешина, са елементима политичке власти, чиме је био постављен темељ за стварање владичанске државе на просторима Старе Црне Горе.
Након укидања Пећке патријаршије (1766), цетињски митрополити Сава и Василије су заједно са избјеглим српским патријархом Василијем Јовановићем-Бркићем покушали да се одупру таквом развоју догађаја, али у томе нијесу успјели. Ради очувања канонских веза са преосталим дјеловима српске јерархије, новоизабрани владика Петар I Петровић-Његош је 1784. године примио хиротонију под окриљем српске православне Карловачке митрополије.
Његов наследник, знаменити владика и пјесник Петар II Петровић Његош примио је 1833. године хиротонију под окриљем Руске православне цркве, а тај примјер су потом сљедили и његови наследници. Након стварања Књажевине Црне Горе (1852) дошло је до раздвајања државне и црквене власти, а недуго након стицања државне независности (1878) на ослобођеним подручјима је створена нова Захумско-рашка епархија.
У међувремену, на сусједном подручју Боке которске, која је била под аустроугарском влашћу, створена је 1870. године нова Бококоторска епархија, чији је први владика био знаменити епископ Герасим Петрановић.
Током 1904. и 1905. године донијет је низ аката који су регулисали црквено уређење у Црној Гори. На приједлог митрополита Митрофана Бана, књаз Никола I Петровић је 1. јануара 1904. године, након савјетовања у Државном савјету Књажевине Црне Горе, издао Закон о уређењу Духовног савјета, а потом је средином исте године обнародован и Устав православних консисторија у Књажевини Црној Гори.
У међувремену, првобитни Духовни савјет је преименован у Свети синод, који је под тим именом добио и свој Устав Светогa синода у Књажевини Црној Гори, на чијој се изради претходно ангажовао канониста Никодим Милаш. Иако су у Црној Гори у то вријеме постојале само двије епархије, у синодски устав је уведен и појам аутокефалности, што је у каснијим временима довело до бројних црквено-историјских и политичких расправа.
Након државног проширења (1912) створена је и нова Пећка епархија, а непосредно по проглашењу државног уједињења, Свети синод је 29. децембра 1918. године одлучио да се епархије у дотадашњој Краљевини Црној Гори прикључе уједињеној Српској православној цркви, заједно са осталим српским митрополијама и епископијама. Процес црквеног уједињења окончан је 1920. године и од тада су се све четири тадашње епархије са подручја Црне Горе и Боке которске налазиле у саставу у Српске православне цркве. По новој подјели из 1929. године, епархије Захумско-рашка и Бококоторска су укинуте и прикључене Цетињској епархији, која је добила назив Митрополија црногорско-приморска. Касније је створена Будимљанско-полимска епархија (1947), која је 2001. године обновљена као Епархија будимљанско-никшићка.
Током 2006. године, у вријеме проглашења државне независности Црне Горе, Српска православна црква је установила посебан Епископски савјет, који је био састављен од архијереја СПЦ чије су епархије покривале простор Црне Горе, али то тијело је укинуто 2021. године.
Односи између Српске православне цркве и државних власти Црне Горе регулисани су склапањем Темељног уговора, који је потписан 3. августа 2022. године.

## Неканонско православље
На подручју Црне Горе дјелују и поједине вјерске заједнице које припадају неканонском православљу. Прва је основана 1993. године, под називом Црногорска православна црква, а друга слична заједница је основана 2018. године.

## Римокатолицизам
Римокатоличка црква је друга по бројности међу хришћанским заједницама у Црној Гори. Према попису становништва из 2003. године, у Црној Гори је било 21.972 католика односно 3,54% од укупног броја становника. Према попису становништва из 2011. године, у Црној Гори је било 21.299 католика односно 3,44% од укупног броја становника. На подручју Црне Горе постоје две римокатоличке дијецезе: Барска надбискупија (која је непосредно потчињена Ватикану) и Которска бискупија (која се налази у саставу Сплитско-макарске надбискупије). Почевши од 2016. године на положају барског надбискупа налази се Рок Ђонлешај (р. 1961), док се на положају которског бискупа почевши од 1996. године налази Илија Јањић (р. 1944). Положај Римокатоличке цркве у Црној Гори уређен је посебним конкордатом који је потписан 2011. године.

## Протестантизам
На подручју Црне Горе дјелује неколико протестантских хришћанских заједница, које су новијег порекла и окупљају мањи број вјерника. Према попису из 2011, године, међу њима су најбројнији адвентисти (894), док припадника осталих протестанстких заједница има свега 143.